# Lina Oravec
Lina Oravec (geb. Hammel; * ca. 1981/1982) ist eine deutsche Musikpädagogin. Sie forscht und lehrt an der Universität Koblenz.

## Leben
Geboren am Niederrhein war Oravec von 1998 bis 1999 als Austauschschülerin für ein Jahr an der Santa Teresa High im kalifornischen San Jose. Von 2002 bis 2006 absolvierte sie das Studium Lehramt Primarstufe an der Universität zu Köln. Dabei war sie 2004 für ein Erasmus-Semester an der Masaryk-Universität im tschechischen Brünn. Nach der Promotion 2011 an der Universität zu Köln bei Anne Niessen und Thomas Ott mit der Schrift Selbstkonzepte fachfremd unterrichtender Musiklehrerinnen und Musiklehrer an Grundschulen und dem Referendariat Primarstufe und Sekundarstufe I in Hamburg von 2011 bis 2012 war sie von 2013 bis 2015 wissenschaftliche Mitarbeiterin an der Universität Bremen. Seit 2015 ist sie Professorin für Musikpädagogik an der Universität Koblenz. Sie ist seit 2016 eine der Herausgeberinnen der Zeitschrift Beiträge empirischer Musikpädagogik und vertritt die Universität Koblenz im Landesmusikrat Baden-Württemberg.
Ihre Forschungsschwerpunkte sind Musik in der Grundschule, inklusives Klassenmusizieren, fachfremd erteilter Musikunterricht, Schnittstelle Elementare und schulische Musikpädagogik  und qualitativ-empirische Unterrichtsforschung.

## Schriften (Auswahl)
- Selbstkonzepte fachfremd unterrichtender Musiklehrerinnen und Musiklehrer an Grundschulen. Eine Grounded-Theory-Studie. Zugl. Dissertation. Lit-Verlag, Münster/Berlin 2011, ISBN 978-3-643-11454-9.
- mit Anne Weber-Krüger (Hrsg.): Musiklernen in der Grundschule. Impulse aus Elementarer und schulischer Musikpädagogik. Verlag Die Blaue Eule, Essen 2016, ISBN 3-89924-405-2.